# Ilha de Cajaíba
A Ilha de Cajaíba localiza-se em frente a São Francisco do Conde, no litoral do Estado da Bahia, no Brasil. Separada do continente por um canal, a ilha apresenta oito quilômetros de extensão, sendo conhecida por sua história e por sua beleza natural. Conta com uma praia particular.[carece de fontes?]

## História
A sua ocupação remonta à época do Brasil Colônia, quando nela foi implantado um engenho para produção de açúcar, o Engenho da ilha de Cajaíba. Chegaram até nós, em bom estado de conservação, as instalações da Casa Grande, da Senzala, do Engenho propriamente dito e as centenárias palmeiras imperiais.[carece de fontes?]
Residiram na ilha personagens históricos como o governador-geral Mem de Sá, o sertanista e historiador Gabriel Soares de Sousa e um dos líderes da Sabinada, o barão de Cajaíba, lembrado localmente pelo tratamento cruel que dispensava aos seus inimigos e aos escravos que se rebelavam, atirados ainda com vida ao mar, através de um fosso.
À época da Guerra da independência do Brasil (1822-1823) nela foi erguida uma bateria para a sua defesa, a Bateria da ilha de Cajaíba.[carece de fontes?]
A ilha encontra-se à venda, com um projeto para implantação de um resort em 2007.[carece de fontes?]

## Visitação
Para fazer a visitação turística, é necessária a prévia autorização da Secretaria de Turismo Municipal. O acesso à ilha é feito exclusivamente por embarcações.[carece de fontes?]
Um casarão da ilha serviu de locação para gravações de Velho Chico, telenovela das nove da Rede Globo exibida em 2016.